# Bloes

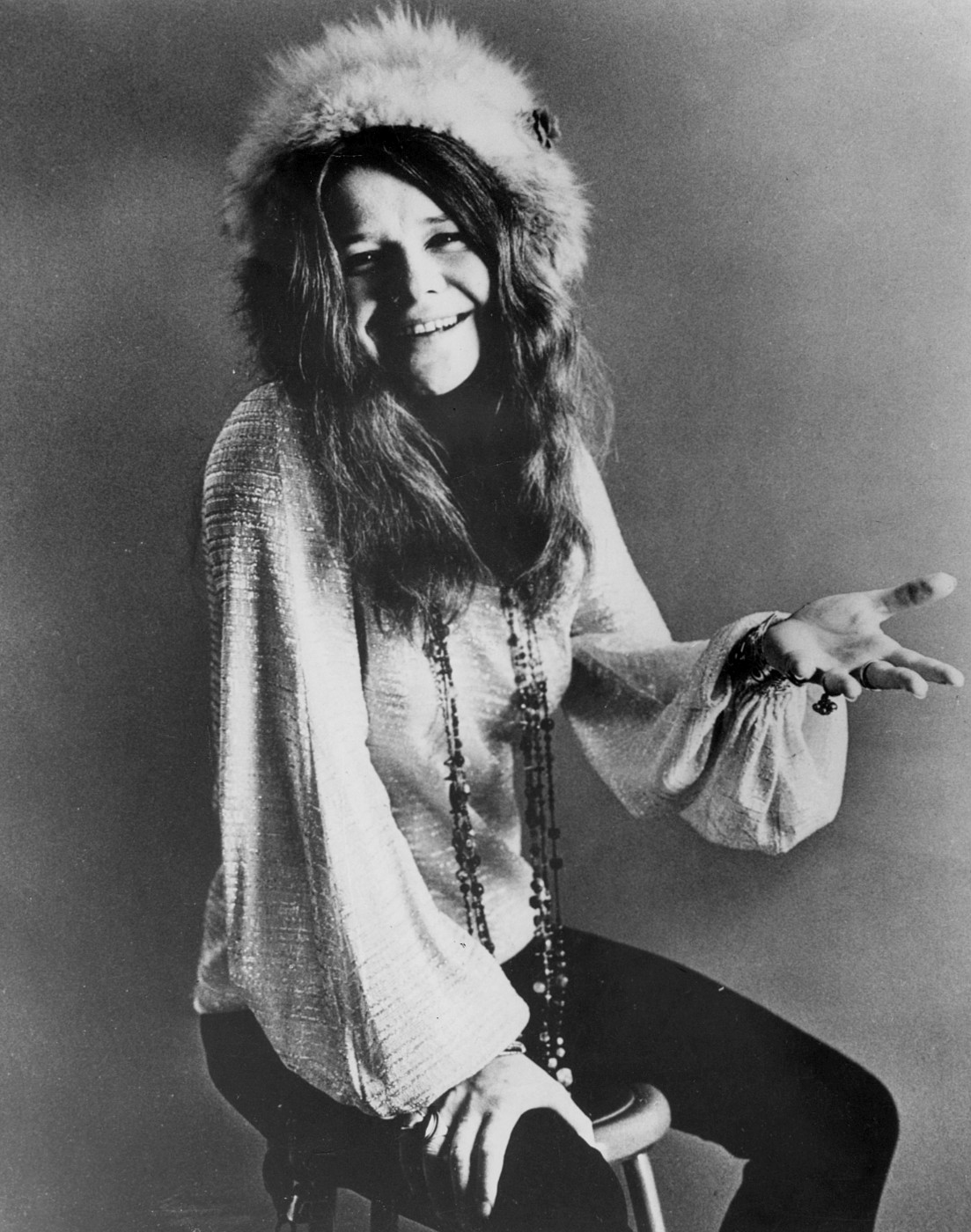
Zangeres Janis Joplin met een bloes aan

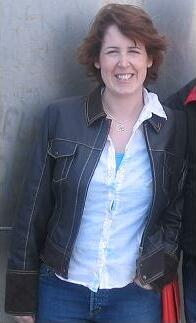
Fantasyschrijfster Kelley Armstrong, met overhemd

Een bloes of blouse is een kledingstuk voor het bovenlichaam. Een blouse wordt ook wel "het overhemd voor dames" genoemd, maar dat is modetechnisch een misverstand.
In de regel is het zo dat een overhemd voor vrouwen een blouse genoemd wordt en dat er dus eigenlijk geen blouses voor heren bestaan. Wel is het zo dat het gangbaar is dat er ook in spreektaal gesproken wordt over een blouse voor heren. Officieel is het zo dat een overhemd (voor vrouwen) de knoopjes aan de linkerzijde heeft en bij een overhemd voor mannen de knoopjes aan de rechterzijde zitten. Maar dat is geen typerend verschil tussen een blouse en een overhemd.

## Origine en geschiedenis
De term 'blouse' stamt uit het 19de-eeuws Frans, uit het woord 'bliauwt' of oud Frans ' blialt'; een lang ruimvallend blauw arbeiders hemd. Ook wel van het woord 'blouson', een werkwoord; het bloezen, opbollen. 
Het gebruik van het woord bloes kan ook worden getraceerd naar het midden van de 19e eeuw naar het zeemanshemd. Het werd in het begin dan ook gedragen door mannen en jongens en in de latere 19de eeuw geadapteerd naar vrouwenkleding. 
De sociale veranderingen van 1880 in met name Engeland, brachten met zich mee dat vrouwen veel meer aan sport gingen doen. Door deze trend werd vrouwenkleding meer 'gerationaliseerd' ; onder andere zorgde dit ervoor dat om praktische redenen zoals bewegingsvrijheid de bovenkleding voor vrouwen wijder werd.

## Typerende kenmerken
Een bloes is een bovenkledingstuk dat veel minder aan regels onderhevig is dan een overhemd. Waar een overhemd een kraag moet hebben, kan een bloes ook zonder kraag zijn. Daarnaast is een knooplijst ook niet een vereiste. Bloezen zijn verkrijgbaar in diverse uitvoeringen, met ritsen of knopen. Ook hebben ze vaak een of twee borstzakjes. Het materiaal is meestal dun en een variant van katoen of een mengsel van katoen en synthetische vezels. Een bloes kan zowel in de zomer als in de winter gedragen worden, zomerbloezen hebben meestal korte mouwen, winterbloezen lange mouwen.

## Kleding laten bloezen
Bij een wijde bloes is het de vraag of men het instopt of niet. Wanneer het hemd ingestopt wordt maar er nog steeds een beetje uit komt, zodat er een bolling ontstaat rondom de zij, wordt dit ook wel "bloezen" genoemd. Men kan dus spreken van "Je kleding laten bloezen". 